# Julia Zange

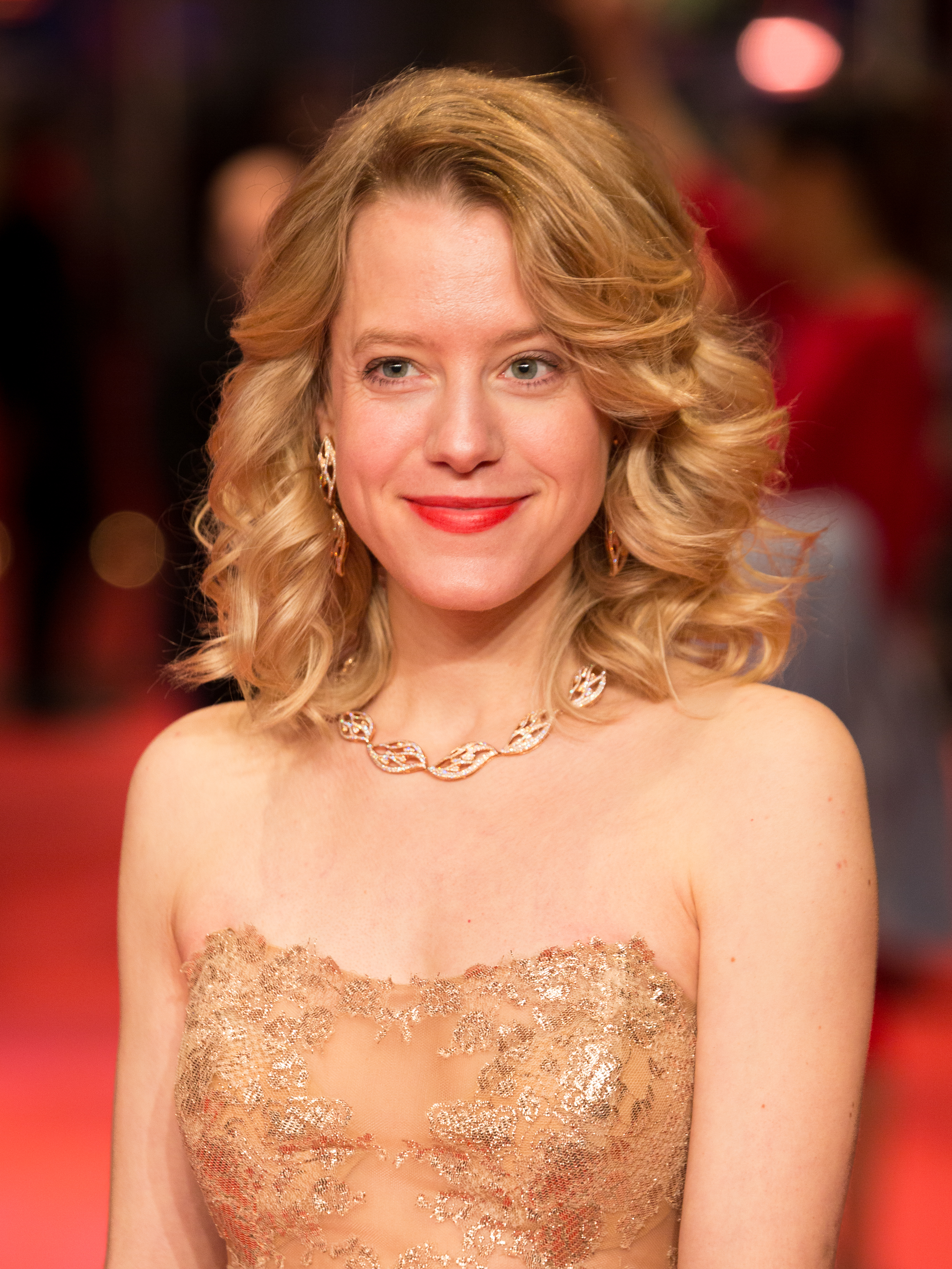
Julia Zange, 2018

Julia Zange (* 25. August 1983 in Darmstadt) ist eine deutsche Autorin und Schauspielerin.

## Leben
Zange wuchs in Bad Hersfeld auf und begann nach dem Abitur ein Studium der Literaturwissenschaften in München. 2006 zog sie nach Berlin, wo sie Gesellschafts- und Wirtschaftskommunikation an der Universität der Künste studierte. 2005 gewann sie den Prosanova-Literaturwettbewerb, 2006 den "open mike"-Preis der Berliner Literaturwerkstatt.
2008 erschien ihr Roman Die Anstalt der besseren Mädchen im Suhrkamp-Verlag. Die Literaturkritik beschrieb das Buch mal als "Wiedergänger der Lore-Romane aus den 60er Jahren", mal als "Berlin-Roman aus dem Künstlermilieu", der mit "schlichten Formulierungen" und "impressionistischen Bildern" arbeite. Literaturkritiker Jochen Jung sprach von einem "episodischen Buch", das er als "Mischung aus Rainald Goetz, Joseph von Eichendorff, Sibylle Lewitscharoff und Rainer Braune" beschrieb. 2011 hatte eine dramatisierte Fassung des Buchs an den Münchner Kammerspielen Premiere. 2016 erschien Zanges zweiter Roman Realitätsgewitter im Aufbau-Verlag. Ihre Mutter legte eine einstweilige Verfügung gegen das Werk ein, die abgewiesen wurde.
2013 spielte sie die Hauptrolle im Kinofilm Mein Bruder heißt Robert und ist ein Idiot, der erst 2018 bei der 68. Berlinale uraufgeführt wurde. 2016 war sie in Der lange Sommer der Theorie (nach dem Titel eines Sachbuchs von Philipp Felsch) zu sehen.

## Veröffentlichungen
- Die Anstalt der besseren Mädchen. Roman. Suhrkamp, Frankfurt am Main 2008 (Taschenbuch-Ausgabe 2010).
- Realitätsgewitter. Roman. Aufbau-Verlag, Berlin 2016.

### Erzählungen
- Küsst euch auf die Münder, Kinder, in: Anthologie (?), Allitera Verlag 2006.
- AfterShow, in: Gold Collection, Suhrkamp, Frankfurt am Main 2007.
- AGORA, in: Deutschland 2009, btb Verlag 2010.
- Nachtleben, in: Kartographie der Nacht, Suhrkamp, Berlin 2011.

## Filmografie

### Kinofilme
- 2016: Der lange Sommer der Theorie
- 2018: Mein Bruder heißt Robert und ist ein Idiot

### Fernsehserien
- 2016: Tatort: Borowski und das verlorene Mädchen

### Webserien
- 2015: Translantics

### Interviews
- Interview im Blank Magazin (Memento vom 8. Dezember 2011 im Internet Archive)
- Die Autorin im Gespräch mit Thomas Meinecke und Hörauszüge aus Die Anstalt der besseren Mädchen